# Randall Hansen

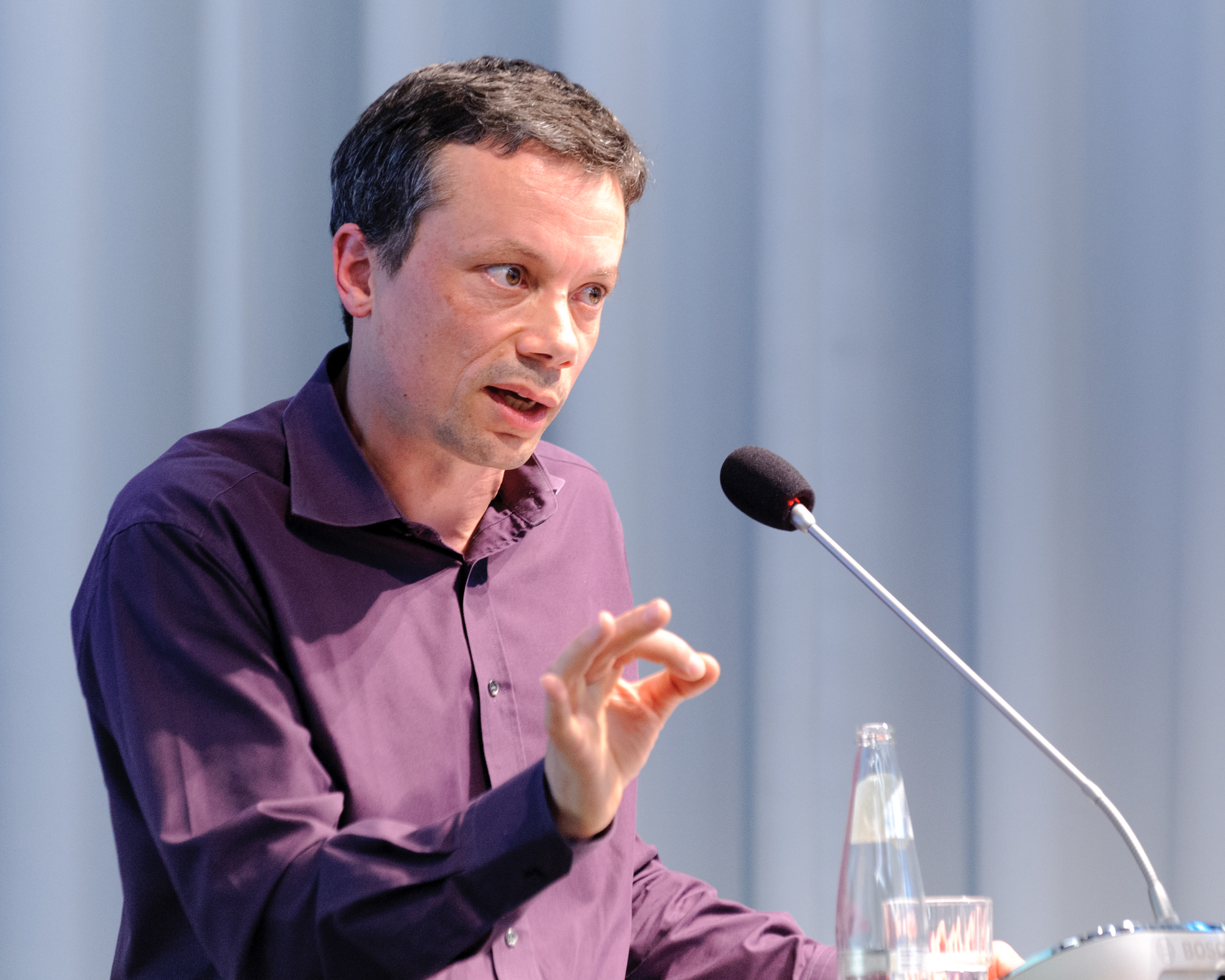
Randall Hansen, 2012

Randall Hansen (* 2. Februar 1970) ist ein britischer Politikwissenschaftler und Historiker.

## Leben
Hansen wurde 1998 an der University of Oxford promoviert. Anschließend lehrte er als Lecturer am College Queen Mary University of London. Von 2000 bis 2004 war er Tutorial Fellow am Merton College in Oxford. Seit 2005 hat er einen Forschungslehrstuhl an der University of Toronto. Dort ist er Direktor des Centre for European, Russian, and Eurasian Studies sowie Interims-Direktor der Munk School of Global Affairs.
Seine Forschungsschwerpunkte sind Migration und Staatsangehörigkeit/Staatsbürgerschaft, Eugenik und Bevölkerungspolitik sowie die Auswirkungen von Kriegen auf die Zivilbevölkerung.
Hansens Buch Fire and Fury: the Allied Bombing of Germany 1942–1945 über die alliierten Bomberangriffe auf deutsche Städte im Zweiten Weltkrieg kam 2018 in die Bestsellerlisten, vermutlich wegen des ähnlich klingenden Bestsellers Fire and Fury: Inside the Trump White House von Michael Wolff.

## Werk
- Randall Hansen: Citizenship and Immigration in Postwar Britain. Oxford University Press, 2000, ISBN 0-19-829709-2.[3][4]
- Randall Hansen: Fire and Fury: the Allied Bombing of Germany 1942–1945. Doubleday Canada, Toronto 2008, ISBN 978-0-451-22759-1.
- Randall Hansen: Disobeying Hitler: German Resistance after Valkyrie. Oxford University Press, 2014, ISBN 978-0-19-992792-0.[5][6]
- Matthew J Gibney, Randall Hansen: Immigration and Asylum: From 1900 to the Present. ABC-CLIO, 2005, ISBN 1-84972-330-3.[7]
- Randall Hansen, Desmond S King: Sterilized by the State: Eugenics, Race and the Population Scare in 20th Century North America. Cambridge University Press, 2013, ISBN 978-1-139-50755-4.